# Felipe L. Urquieta
Felipe Lino Urquieta (Moquegua, Perú, setembre de 1898 - [...?]) fou un compositor i químic peruà.
Nascut a la ciutat de Moquegua, no se sap quan anà a viure a Arequipa, ciutat on feu els estudis secundaris en el Colegio de la Independencia. Dotat de gran precocitat, als divuit anys ja era director d'orquestra i abans dels vint aconseguí el primer premi i medalla d'or en el concurs celebrat el 1916 per musicar l'Himno Federal Peruano (imprès per Musical Emporium, de Barcelona), i per la qual el felicitaren els reis d'Espanya i Bèlgica. El 1917, l'Orquestra Víctor de Nova York estrenà la seva obra Caprice Pierrot, de la qual es feu un enregistrament en disc.
El 1919 el Govern peruà l'envià a Europa com a ambaixador musical i en viatge d'estudis, i residí un temps a Barcelona, on inicià la fundació de centres folkloristes americans, idea que va merèixer el suport i la col·laboració del mestres Bretón, Pedrell i Turina. També foren iniciativa seva el primer Congrés Musical del Nou Continent i els treballs per a la representació musical americana en el Congrés hispanoamericà de Sevilla del 1920. Aquest mateix any, juntament amb altres compositors americans establerts a Barcelona fundaren el Centre Musical Americà de Barcelona. Se sap que el 1920 estava component una òpera, amb libretto d'Abelardo Gamarra, per a commemorar el centenari de la independència del Perú i que es titulava Melgar, però mai no es va estrenar i no se sap si la va acabar. També va ser col·laborador de l'Enciclopèdia Espasa.
Era també químic i el 1922, ja de retorn a Perú va ser nomenat químic municipal d'Arequipa. Però no va abandonar la seva activitat musical i va ser professor d'harmonia i contrapunt. El 1924 fou un dels fundadors de la Sociedad Orquestal Arequipa, de la qual fou president.
Les seves composicions i obres teòriques són conegudes en quasi tota l'Amèrica espanyola i també als Estats Units, on es va executar amb molt d'èxit algunes de les primeres. És autor d'un llibre sobre teoria i història musical (La música en América, 1924) i d'un Tratado de transcripción. Urquieta feu un recull de terminologia de música popular d'Arequipa que és una contribució destacada a l'estudi del folklore musical d'aquella regió peruana. De les seves obres per a piano destaquen:
- Serenata (Casa Parés, Barcelona);[1]
- Cuento macabro (Casa Parés, Barcelona);[1]
- Pastoral;
- Humoreske;
- Caprice;
- Idilio.

Com a crític musical col·laborà en les revistes espanyoles Cosmopolis i Cervantes, de Madrid, Estudio, de Barcelona, i Mundial Música de València.